# Astragalus dolichocarpus
Astragalus dolichocarpus es una especie de planta del género Astragalus, de la familia de las leguminosas, orden Fabales.

## Distribución
Astragalus dolichocarpus se distribuye por Tayikistán (Dushanbe y Leninabad), Uzbekistán (Bujará, Kashkadarinskaya, Dzhikzak y Surkhandarinskaya) y Kirguistán (Frunze y Osh).

## Taxonomía
Fue descrita científicamente por Popov. Fue publicado en In Trav. Turkest. Univ., Tashkent 52, 62 (1922).
Sinonimia
- Astragalus dolichocarpa (Popov) Nevski